# Cantonul Chagny
Cantonul Chagny este un canton din arondismentul Chalon-sur-Saône, departamentul Saône-et-Loire, regiunea Burgundia, Franța.

## Comune
| Comune                 | Populație (1999) | Cod poștal | Cod INSEE |
| ---------------------- | ---------------- | ---------- | --------- |
| Aluze                  | 217              | 71510      | 71005     |
| Bouzeron               | 145              | 71150      | 71051     |
| Chagny                 | 5.591            | 71150      | 71073     |
| Chamilly               | 117              | 71510      | 71078     |
| Chassey-le-Camp        | 277              | 71150      | 71109     |
| Chaudenay              | 830              | 71150      | 71119     |
| Demigny                | 1.535            | 71150      | 71170     |
| Dennevy                | 293              | 71510      | 71171     |
| Fontaines              | 1.947            | 71150      | 71202     |
| Lessard-le-National    | 547              | 71530      | 71257     |
| Remigny                | 399              | 71150      | 71369     |
| Rully                  | 1.463            | 71150      | 71378     |
| Saint-Gilles           | 299              | 71510      | 71425     |
| Saint-Léger-sur-Dheune | 1.321            | 71510      | 71442     |